# علی شهبازی
علی شهبازی (زادهٔ اسفند ۱۳۱۵) سرلشکر ارتش جمهوری اسلامی ایران است، که هم‌اکنون ریاست گروه مشاوران نظامی فرماندهی کل نیروهای مسلح ایران را برعهده دارد. او همچنین از اعضای هیئت امنای دانشگاه عالی دفاع ملی است. شهبازی در فاصله سال‌های ۱۳۶۷ تا ۱۳۷۷ رئیس ستاد مشترک ارتش بود و از ۱۳۷۷ تا ۱۳۷۹ به‌عنوان نخستین فرمانده کل ارتش جمهوری اسلامی ایران فعالیت می‌کرد.

## زندگی‌نامه
علی شهبازی در سال ۱۳۱۵ در شهر قم زاده شد. او پس از طی تحصیلات دورهٔ متوسطه، وارد دانشکدهٔ افسری شد. دوره‌های نظامی از قبیل دوره‌های مقدماتی نظامی، عالی و فرماندهی و ستاد را طی کرد و در سال ۱۳۶۹ به درجهٔ سرلشکری رسید.
وی سمت‌هایی نظیر فرماندهی یگان‌های ارتباطی، معاونت طرح و عملیات، معاونت دفتر مشاورت، سرپرست گروه کار نظامی نهاد ریاست جمهوری، معاونت هماهنگ‌کننده ستاد مشترک ارتش و رئیس ستاد مشترک ارتش (۱۳۶۷–۱۳۷۷) را بر عهده داشت.

## فرماندهی کل ارتش
سرلشکر شهبازی در سال ۱۳۷۷ به عنوان اولین فرمانده کل ارتش منصوب شد. او پس از دو سال از این سمت کناره‌گیری کرد.
وی در حال حاضر عضو هیئت امناء دانشگاه علوم استراتژیک می‌باشد و مدتی ریاست این هیئت امناء را بر عهده داشت.

## جایزه‌ها و نشان‌های افتخار
این بخش شامل نشان‌ها و جایزه‌های رسمی امیر شهبازی است که بر روی لباس همسان او نصب می‌شود ولی جایزه‌های غیرنظامی و غیررسمی را دربر نخواهد گرفت.

### آرم‌ها
| آرم‌های سینه |                         |
| آجا         | دانشگاه فرماندهی و ستاد |

| آرم‌های بازو     |
| ستاد مشترک ارتش |

## پی‌نوشت‌ها
1. ↑  «انتصاب امير سرلشكر علی شهبازی به‌ رياست‌ گروه‌ مشاوران‌ نظامی». دفتر رهبر جمهوری اسلامی ایران.[پیوند مرده]
2. ↑  «۱۳ سرلشکر جمهوری اسلامی ایران». وبگاه رادیوفردا. ۶ بهمن ۱۳۸۹. دریافت‌شده در ۲۶ بهمن ۱۳۸۹.
3. ↑  http://www.ana.ir/news/270960
4. ↑  http://www.mizanonline.com/fa/news/170169/10-فرمانده-کل-ارتش-از-سال-1357-تا-کنون-را-بشناسید-تصاویر
5. ↑  http://farsi.khamenei.ir/message-content?id=2188
6. ↑  http://defapress.ir/fa/news/68307/ماجرای-انتخاب-سرلشکر-سلیمی-به‌عنوان-مشاور-آیت‌الله-خامنه‌ای-امیر-سرافراز-ارتش-چگونه-صنایع-دفاعی-را-احیا-کرد
7. ↑  http://www.leader.ir/fa/content/679/انتصاب-تيمسار-شهبازي-به-سمت-رياست-هيئت-امناء-دانشگاه-علوم-استراتژيك